# Anicetus mirabilis
Anicetus mirabilis är en stekelart som först beskrevs av Girault 1921.  Anicetus mirabilis ingår i släktet Anicetus och familjen sköldlussteklar. Inga underarter finns listade i Catalogue of Life.